# Droga wojewódzka 181
Die Droga wojewódzka 181 (DW 181) ist ein Woiwodschaftsstraße in Polen. Sie verläuft in West-Ost-Richtung und verbindet die Powiats Strzelecko-Drezdenecki (Kreis Friedeberg (Neumark)-Driesen) und Czarnkowsko-Trzcianecki (Kreis Czarnikau-Schönlanke) sowie die beiden Woiwodschaften Lebus und Großpolen miteinander. Auf einer Länge von 53 Kilometern verläuft sie entlang des Südufers der Netze und ist damit eine parallele Verbindung zur Woiwodschaftsstraße (DW) 174, die am Nordufer entlangzieht.

## Streckenverlauf
Woiwodschaft Lebus
- Powiat Strzelecko-Drezdenecki (Kreis Friedeberg (Neumark)-Driesen):
  - Drezdenko (Driesen) (→ DW 158: Gorzów Wielkopolski (Landsberg a.d. Warthe) – Lipki Wielki (Lipke) – Drezdenko, DW 160: Suchań (Zachan) – Choszczno (Arnswalde) – Dobiegniew (Woldenberg) ↔ Międzychód (Birnbaum), DW 164: Podlesiec (Waldowshof) – Drezdenko, und DW 174: Drezdenko – Krzyż Wielkopolski (Kreuz (Ostbahn)) – Wieleń (Filehne) – Czarnków (Czarnikau))

- X Staatsbahn (PKP)-Linie 430: Stare Bielice (Alt Beelitz) – Skwierzyna (Schwerin a.d. Warthe) X
  - Niegosław (Neu Anspach) (→ DW 176: Niegosław – Kwiejce (Altsorge))
  - Chełst (Neuteich) (→ DW 133: Chełst – Kwiejce (Altsorge) – Sieraków (Zirke) – Chrzypso Wielki (Seeberg))

- ~ Miała (Mühlenfließ) ~
- o ehemalige deutsch-polnische Grenze (1920–1939) o

Woiwodschaft Großpolen
- Powiat Czarnkowsko-Trzcianecki (Kreis Czarnikau-Schönlanke):
  - Drawsko (Dratzig)
  - Drawski Młyn (Dratzigmühle)

- X PKP-Linie Nr. 351: Stettin – Posen X
  - Wieleń (Filehne) (→ DW 135: Wieleń – Nowe Kwiejce (Neusorge), DW 174: Drezdenko (Driesen) – Krzyż Wielkopolski (Kreuz (Ostbahn)) ↔ Czarnków (Czarnikau), und DW 177: Czaplinek (Tempelburg) – Mirosławiec (Märkisch Friedland) – Człopa (Schloppe) – Wieleń)
  - Wrzeszczyna (Wreschin)
  - Rosko (1943–45: Roskau)
  - Gulcz (Gultsch)
  - Ciszkowo (Cischkowo) (→ DW 140: Ciszkowo – Wronki (Wronke) und DW 153: Siedliski (Stieglitz) ↔ Lubasz (Lubasch))
  - Czarnków (Czarnikau) (→ DW 174: Drezdenko (Driesen) – Krzyż Wielkopolski (Kreuz (Ostbahn)) – Wieleń (Filehne) -Czarnków-Kuźnica Czarnkowska, DW 178: Wałcz (Deutsch Krone) – Trzcianka (Schönlanke) ↔ Połajewo (Güldenau) – Oborniki (Obornik), und DW 182: Ujście (Usch) ↔ Lubasz (Lubasch) – Wronki (Wronke) – Sieraków (Zirke) – Międzychód (Birnbaum))